# Zapadnyj (obwód czelabiński)
Zapadnyj (ros. Западный) – osiedle w Rosji, w obwodzie czelabińskim, w rejonie sosnowskim. W 2010 liczyło 197 mieszkańców.